# HD 174115
HD 174115，又名BD-19 5182，SAO 161871、HR 7077，是一颗恒星，视星等为6.75，位于銀經15.57，銀緯-8.21，其B1900.0坐标为赤經18h 43m 42.4s，赤緯-19° -8.21′ 18″。